# Julius Röntgen
Julius Engelbert Röntgen (1855. május 9., Lipcse, Német Szövetség – 1932. szeptember 13., Utrecht, Hollandia) német-holland romantikus zeneszerző, zongorista, karmester, művei a konzervatív romantikus irányzathoz tartoznak. Röntgen az Amszterdami Konzervatórium egyik alapítója, majd 1913 és 1924 között igazgatója volt.

## Élete

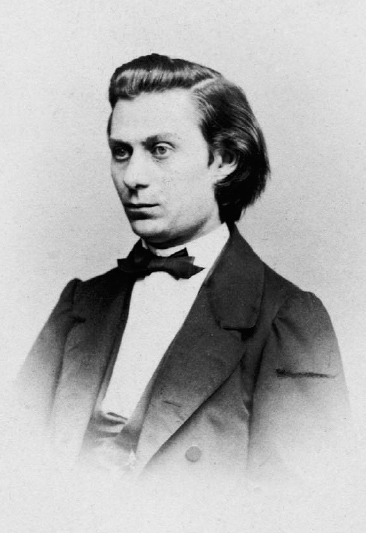
Édesapja, Engelbert Röntgen, 1870 körül

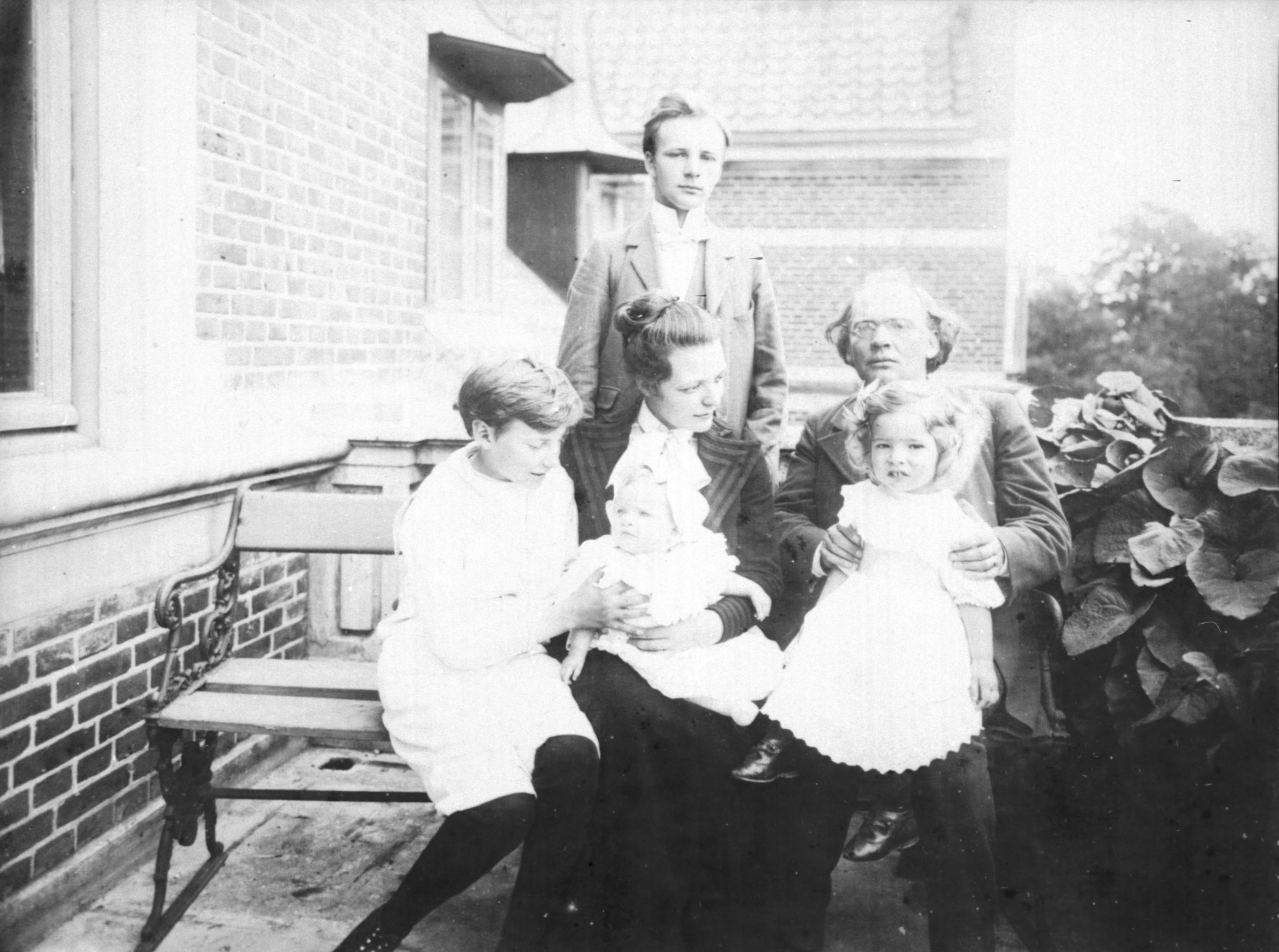
Julius Röntgen családja körében

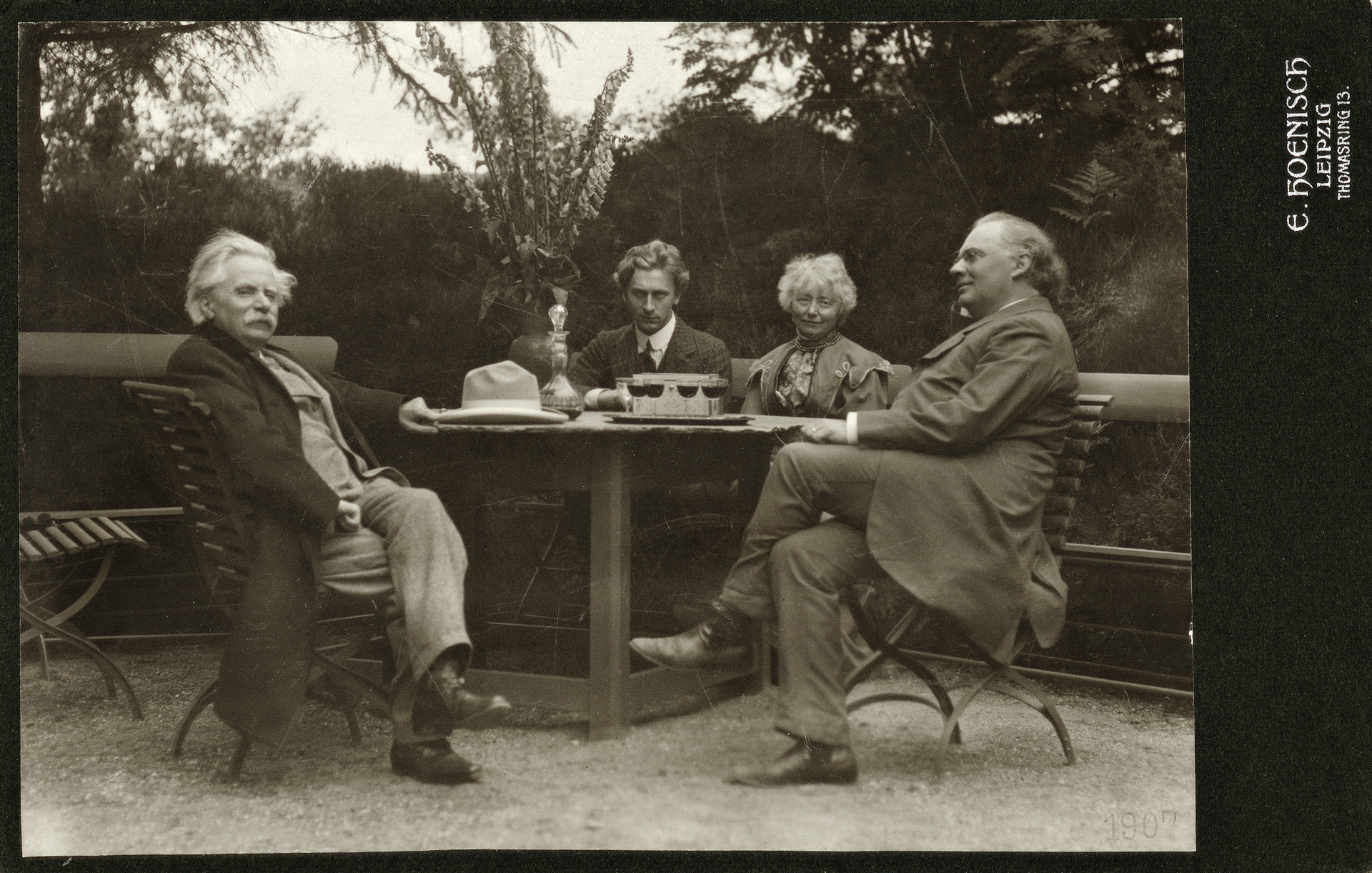
Edvard Grieg, Percy Graigner, Nina Grieg és Röntgen Griegék bergeni házának kertjében

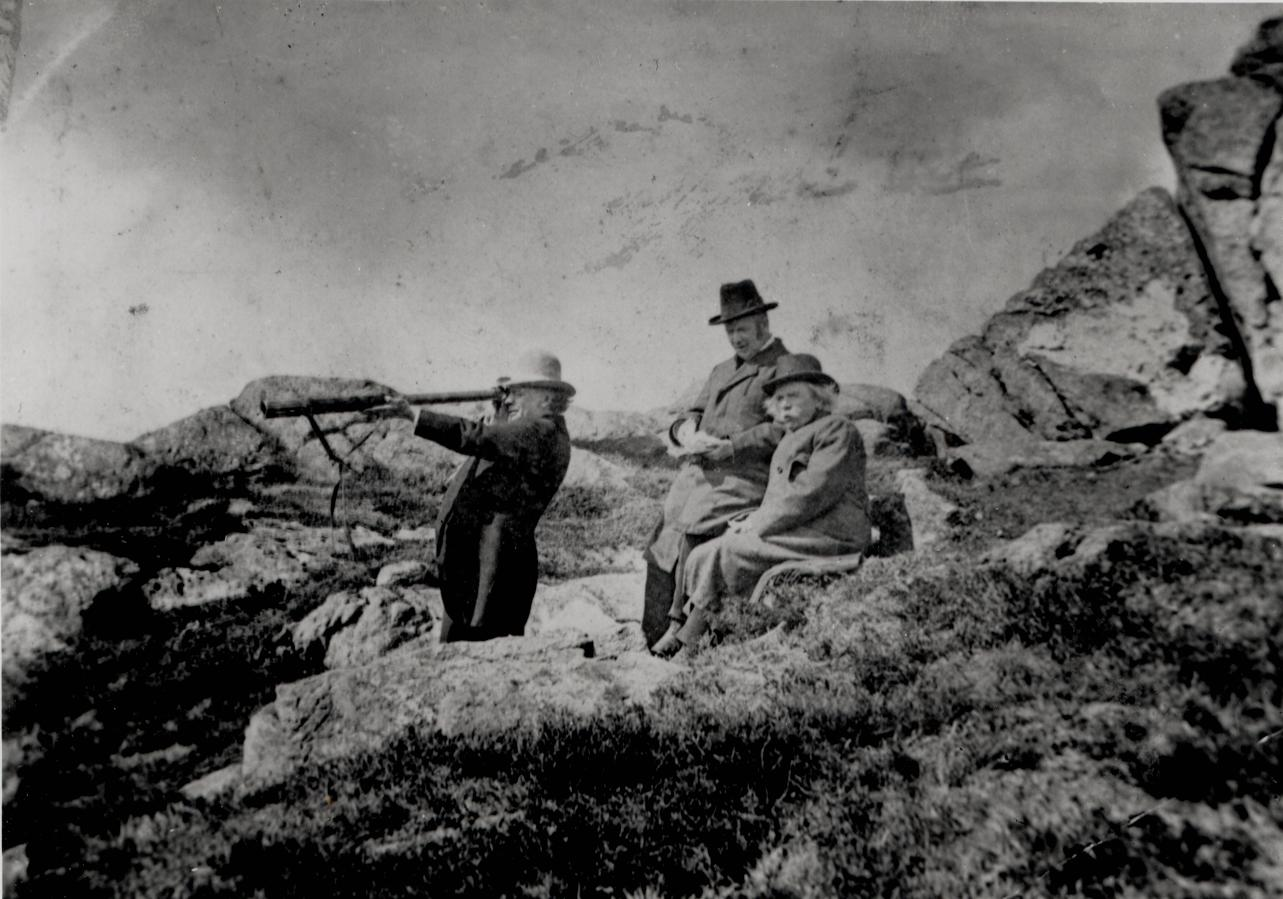
Frants Beyer, Edvard Grieg és Julius Röntgen kirándulás közben, a Bergen melletti Løvstakken-hegyen

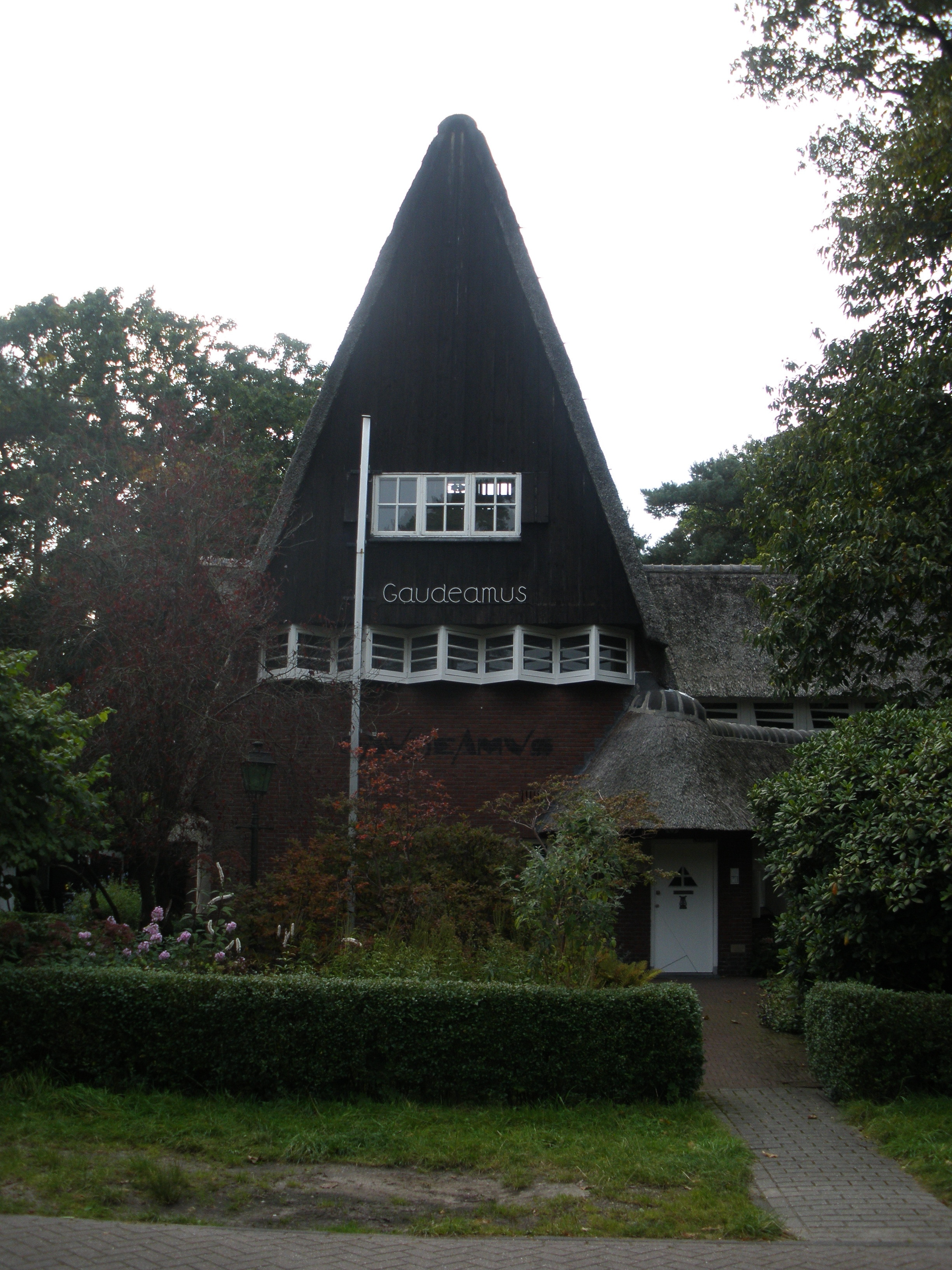
A Gaudeamus-ház

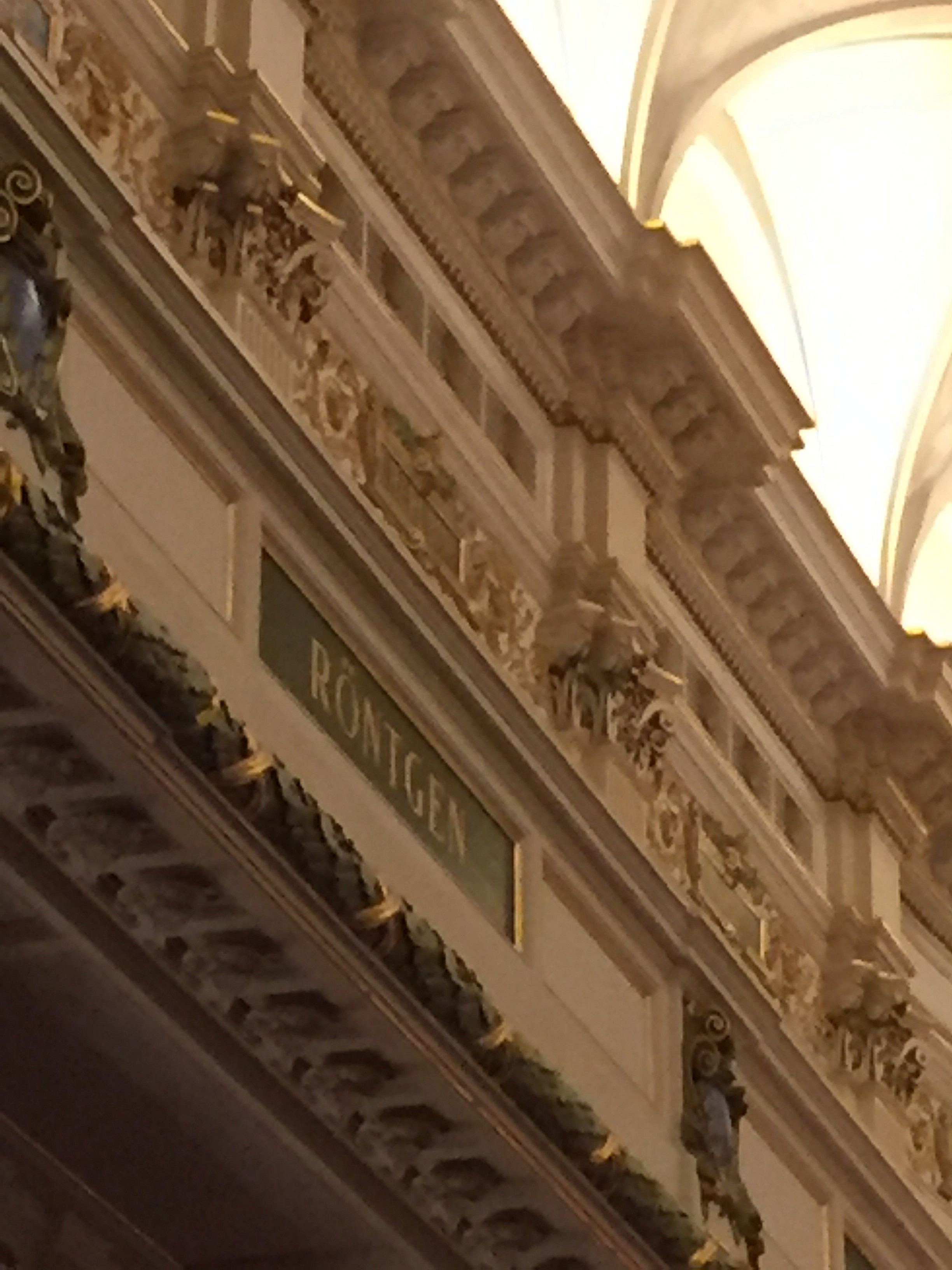
Röntgen neve az amszterdami Concertgebouw Nagyterme erkélyén

Julius Röntgen Lipcsében született, egy német-holland zenészcsalád sarjaként. Az édesapja, a holland származású Engelbert Röntgen, a Lipcsei Gewandhaus Zenekarának koncertmestere, édesanyja, Pauline Klengel, zongorista volt, a híres csellista Julius Klengel nagynénje. Édesapja másodunokatestvére volt a Nobel-díjas fizikus Wilhelm Conrad Röntgen.
Röntgent csodagyereknek tekintették, kilencéves korától már komponált, melyekkel Düsseldorfban, Hamburgban és Lipcsében is fellépett. Sem ő, sem nővérei nem jártak iskolába, szüleitől és nagyszüleitől tanult zenélni, más tantárgyakat magánoktatóktól. Első zongoratanára Carl Reinecke volt, a Gewandhaus zenekarának igazgatója, korai kompozícióit pedig Reinecke mellett Robert Schumann, Liszt Ferenc és Johannes Brahms is befolyásolta.
1870-ben, 15 éves korában Julius Röntgen Weimarban meglátogatta Liszt Ferencet, aki miután hallotta zongorázni, meghívta saját házába.
Lipcsében szülei a Heinrich von Herzogenberg körüli zenei kör tagjai voltak, rajta keresztül ismerte meg Brahmsot. Később Röntgen Münchenbe költözött, ahol Franz Lachnernek, Franz Schubert barátjának, a tanítványa lett. 18 éves korában hivatásos zongorista lett. Egy dél-németországi koncertturné során megismerkedett Julius Stockhausen énekessel és találkozott egy svéd zenehallgatóval, Amanda Maierrel (1853–1894), akit 1880-ban feleségül vett. Két gyermekük született, Julius (1881–1951), aki hegedűművész lett és Engelbert (1886–1958), aki csellista.
1877-ben Röntgennek el kellett döntenie, hogy Bécsbe vagy Amszterdamba megy. Amszterdamot választotta és zongoratanár lett az ottani zeneiskolában. Az arisztokrata politikus, Alexander de Savornin Lohman, az Amszterdami Egyetem jogprofesszora a város kulturális életének fontos alakja, Röntgen apjának barátja volt, aki megígérte neki, hogy a fiatal Juliust a szárnyai alá veszi. Röntgen 1877-es levele szerint az iskola "gyerekekkel és amatőrökkel teli hely"; mivel az iskolát nem támogatta közpénzből az állam vagy a város, ezért nagyobb hangsúlyt fektet a fizető diákjainak számára, mintsem minőségére.
1878 és 1885 között Brahms gyakori látogató volt Amszterdamban. 1887-ben Röntgen előadta Brahms második zongoraversenyét, amelyet maga a zeneszerző vezényelt.
Röntgen fontos szerepet játszott az amszterdami klasszikus zenei intézmények létrehozásában. 1884-ben Daniël de Langéval, Frans Coenennel és Johannes Messchaerttel közösen megalapították az Amszterdami Konzervatóriumot, melynek később 1913 és 1924 között igazgatója volt. 1884-ben Röntgen részt vett a Concertgebouw alapításában is. Pályázott a Concertgebouw Zenekara igazgatói posztjára, nagy csalódás érte azonban, ugyanis a választás a német Hans von Bülowra esett, mivel a bizottság kétségbe vonta Röntgen karmesteri képességeit. Mindazonáltal Bülow nem tudta elfogadni a kinevezést, és végül a pozíció a hegedűs Willem Kesé lett.
Röntgen egyre nagyobb energiával fordult a kamarazene és a konzervatóriumi munkája felé, melynek 1913-ban elvállalta igazgatója posztját. Híres zongorakísérő lett, Carl Flesch hegedűművész, Johannes Messchaert énekes és Pablo Casals csellóművész partnereként. Messchaerttel évente legalább egyszer Bécsbe utazott, ahol mindig találkozott régi barátjával, Brahms-szal.
A nyári időszakokban Röntgen és családja gyakran Dániába utazott. Egy ilyen látogatás során találkozott Bodil de Neergaardtal, akivel szoros barátságot kötött. Dániával való szoros kapcsolata miatt Röntgen gyermekei folyékonyan megtanultak dánul.
Néhány évig Röntgen és két legidősebb fia együtt játszottak zongoratrióként. A felesége, Amanda 1894-es halála után Röntgen feleségül vette a tehetséges zongoratanárt, Abrahamine des Amorie van der Hoevent (1870–1940). A második házasságból öt gyermeke született, közülük többen is profi zenészekké váltak. Második házasságából született gyermekei: Johannes (1898–1969) zongorista, Amanda (1899–1904), Edvard Frants (1902–1969) csellista, Frants Edvard (1904–1980) építész, Joachim (1906–1989) hegedűművész, a Röntgen vonósnégyes alapítója. Két fia is, Röntgen két barátja, Frants Beyer és Edvard Grieg után kapta a nevét.
Az első világháború után, 1919-ben Röntgen honosított holland állampolgár lett. Az egyik fia német fogságba esett a háború alatt, míg egy másik fia kivándorolt az Egyesült Államokba, ahol katonaként szolgált az amerikai hadseregben. Ennek eredményeképpen Röntgen sok éven át nem látogathatott Németországba.
Az 1920-as években Röntgen az atonális zenével is kísérletezett, 1930-ban írta például bitonális szimfóniáját. Néha zongorakísérőként tevékenykedett, Dirk van der Ven által készített népzenei némafilmnél az amszterdami Tuschinski moziban Julius Röntgen saját művei és imrpovizációi szolgáltak kísérőzeneként, ezek alapja Jaap Kunst népzenekutató gyűjteménye volt.
1924-ben Röntgen az Amszterdami Konzervatórium igazgatói posztjáról nyugdíjba vonult. Bilthovenbe, egy kis községbe költözött Utrecht közelében. Itt építész fia, Frants Edvard Röntgen által tervezett Gaudeamus-házban élt, ahol egy szokatlan kerek zenetermet úgy alakítottak ki, hogy a padlója nem érintette a talajt, hanem a mennyezetről volt függesztve. Az utolsó nyolc év alatt – 1924 és 1932 között – is termékeny Röntgen mintegy 200 kompozíciót írt, több szimfóniát, emellett kamarazenéket és dalokat. A Gaudeamus-ház számos fontos zeneszerző és zenész találkozóhelyévé vált. A ház látogatója volt többek között Pablo Casals és Percy Grainger is. Ebben az időben Röntgen zenei elemzéseket is készített, érdeklődött Paul Hindemith, Igor Stravinsky, Arnold Schönberg és Willem Pijper munkássága iránt. A Gaudeamus-házban tartott zenei kurzusok megelőlegezték a későbbi Gaudeamus Társaság tevékenységét.
1930-ban Röntgen tiszteletbeli doktori címet kapott az Edinburgh-i Egyetemen, ahol barátja, Donald Francis Tovey professzor volt. A látogatás során Tovey egy új Röntgen szimfóniát és Röntgen két legutóbbi zongoraversenyét mutatta be a Reid Zenekarral, a versenyműveknél a szólista maga Röntgen volt. Két évvel Röntgen halála után Tovey úgy emlékezett rá, mint „az abszolút zene egyik legnagyobb mestere, akit valaha ismertem”. A második világháború után a Gaudeamus-ház lett a Gaudeamus Társaság székhelye, amelynek célja a kortárs holland zene népszerűsítése.
Röntgen 1932. szeptember 14-én, Utrechtben, egy kórházában hunyt el. Legutolsó műve, a 3. G-dúr zongoraötös (zongorára és vonósnégyesre), mely a Sentendo nuova forza alcímet kapta, július 5-ei keltezésű.

## Munkássága
Julius Röntgen 2 operát, 25 szimfóniát, számos versenyművet (közte 7 zongoraversenyt, 3 hegedűversenyt, egy hármasversenyt), valamint számos kamarazenei művet, zongoradarabot és dalt komponált. Ezen kívül befejezte Grieg befejezetlen 2. vonósnégyesét is.
Röntgen újraértelmezte a tradicionális holland dallamokat, amelyeket himnusz dallamokként használt fel. Az egyik ilyen himnusz dallam címe: "Babilonban". Ez megtalálható 325-ös himnusz szám alatt az Egyesített Metodista Himnuszok (The United Methodist Hymnal) kötetben.  Ugyanez a himnusz dallam megtalálható 502, 508 és 649 himnusz szám alatt a Kegyelem Ünneplése (Celebrating Grace) című himuszos könyvben.   a "ünneplő kegyelem" himnusz (C) 2010 ünnepli Grace, Inc., Macon, GA.
Tanítványai közül kiemelkedik Erna Spoorenberg szoprán énekesnő, akit a konzervatóriumban hegedülni tanított.

### Zenekari művek
- 1. szimfónia G-dúr (1872)
- 2. szimfónia f-moll (1874/75)
- 3. szimfónia c-moll (1910)
- 4. szimfónia Symphonietta humoristica (1922)
- 5. szimfónia Der Schnitter Tod (1926)
- 6. szimfónia Rijck God, wie sal ic claghen (1928)
- 7. szimfónia f-moll Edinburgh (1930)
- 8. szimfónia cisz moll (1930)
- 9. szimfónia Bitonale (1930)
- 10. szimfónia D-dúr Walzer (1930)
- 11. szimfónia g-moll (1930)
- 12. szimfónia C-dúr, In Babylone (1930)
- 13. szimfónia a-moll Alle eendjes zwemmen in het water (1930)
- 14. szimfónia D-dúr Winterthur (1930)
- 15. szimfónia fisz-moll (1931)
- 16. szimfónia Shakespeare's Tempest (1931)
- 17. szimfónia Aus Goethe's Wilhelm Meister (1931)
- 18. szimfónia A-dúr (1931)
- 19. szimfónia B.A.C.H. témára (1931)
- 20. szimfónia c-moll Mit Schlusschor über Goethe's Pröoemion (1931)
- 21. szimfónia a-moll (1931)
- 22. szimfónia Fisz-dúr (1931)
- 23. szimfónia c-moll (1932)
- 24. szimfónia E-dúr (1932)

### Versenyművek
- 1. zongoraverseny g-moll (1873)
- 2. zongoraverseny D-dúr, op. 18. (1879)
- 3. zongoraverseny d-moll (1887)
- 4. zongoraverseny F-dúr (1906)
- 5. zongoraverseny E-dúr (1929)
- 6. zongoraverseny e-moll (1929)
- 7. zongoraverseny C-dúr (1930)
- d-moll szvit hegedűre és vonószenekarra (1892)
- 1. hegedűverseny a-moll (1902)
- Ballade hegedűre és zenekarra (1918)
- 2. hegedűverseny D-dúr (1926)
- 3. hegedűverseny fisz-moll (1931, Arányi Jellynek dedikálta)
- 1. csellóverseny e-moll (1894)
- 2. csellóverseny g-moll (1909, Pablo Casalsnak dedikálta)
- Shule Aroon és Bean Mhic A'Mhaoir, csellóra és zenekarra (1912)
- 3. csellóverseny fisz-moll (1928)
- Hármasverseny

### Kamarazene
- Az ifjúkorról (Aus der Jugendzeit) op. 4.
- d-moll ballada (Ballade in D minor) op. 6.
- 1. csellószonáta op. 3.
- 2. csellószonáta op. 41.
- 3. csellószonáta
- 4. csellószonáta
- 5. csellószonáta op. 56.
- Impromptu
- 2. zongoranégyes op. 100.
- 1. zongoraszonáta op. 2.
- 2. zongoraszonáta op. 10.
- Zongoratrió, op. 23.
- Zongoratrió, op. 50.
- Prométeusz (Prometheus), op. 99.
- Fantázia (Phantasie), op. 24.
- Szvit zongorára, op. 7.
- 3 szvit és szonáta szóló hegedűre, op. 68.
- Trió fuvolára, oboára és fagottra, op. 86.
- Hegedűszonáta op.1[12]

## Média
- Julius Röntgen 6., e-moll zongoraverseny (1930) a YouTube-on
- Julius Röntgen 9., Bitonális szimfónia (1930) a YouTube-on
- Julius Röntgen 21., a-moll szimfónia (1931) a YouTube-on

## Fordítás
- Ez a szócikk részben vagy egészben  a   Julius Röntgen című angol Wikipédia-szócikk ezen változatának fordításán alapul.  Az eredeti cikk szerkesztőit annak laptörténete sorolja fel. Ez a jelzés csupán a megfogalmazás eredetét és a szerzői jogokat jelzi, nem szolgál a cikkben szereplő információk forrásmegjelöléseként.